# Simone Ragusi
Simone Ragusi (Milano, 28 marzo 1992) è un rugbista a 15 italiano, attivo come utility back del Calvisano in TOP10.

## Biografia
Nato in una famiglia di rugbisti, con il padre giocatore e ora allenatore e il fratello Federico classe 1988 già introdotto al rugby, Simone Ragusi ha iniziato a praticare questo sport all'età di 4 anni, formandosi come apertura con l'A.S. Rugby Milano. All'età di 19 anni si è temporaneamente trasferito in Galles per fare esperienza con gli Ospreys; non riuscendo a trovare posto nella franchigia impegnata nel Pro12, Ragusi è stato poi ceduto in prestito ai Bridgend Ravens per giocare nella Welsh Premier Division.
Nel 2012 l'atleta milanese è tornato in Italia unendosi ai Cavalieri Prato, squadra con la quale ha prevalentemente giocato nel ruolo tre quarti ala e con cui è arrivato a disputare la finale del Campionato d'Eccellenza 2012-13 persa 16-11 contro Mogliano. Nel frattempo Simone ha debuttato con la Nazionale Emergenti nella IRB Nations Cup 2013 e disputato la Tbilisi Cup 2014, l'anno successivo. Si è poi trasferito al Rovigo, giocando principalmente come estremo, arrivando a disputare per la seconda volta consecutiva la finale del Campionato d'Eccellenza. Questa volta il titolo è andato al Calvisano che si è imposto per 26 a 17: Ragusi ha aperto le marcature segnando una meta al 5' di gioco dando il via all'arrembante inizio del Rovigo che, dopo essersi portato presto in vantaggio 17-0, è stato raggiunto e in seguito superato dal Calvisano.
Messosi in evidenza per il suo talento, nel 2014 Simone Ragusi è stato ingaggiato dal Benetton Treviso per giocare nel Pro12. Lo stesso anno ha ricevuto la prima convocazione con la Nazionale maggiore per i consueti test match di fine anno, non riuscendo però a giocare nessuna delle tre partite disputate dagli Azzurri.

## Palmarès
- Campionati italiani: 1
Petrarca: 2017-18